# إمبيلية إهليلجية
إمبيلية إهليلجية (الاسم العلمي:Embelia elliptica) هي نوع من النباتات تتبع جنس الإمبيلية من فصيلة الربيعية.